# Raión de Krolevets
Krolevets (en ucraniano: Кролевецький район) es un raión o distrito de Ucrania en el óblast de Sumy. 
Comprende una superficie de 1284 km².
La capital es la ciudad de Krolevets.

## Demografía
Según estimación 2016 contaba con una población total de 38358 habitantes.

## Otros datos
El código KOATUU es 5922600000. El código postal 41300 y el prefijo telefónico +380 5453.